# Природно-заповідний фонд України
Приро́дно-запові́дний фонд Украї́ни — ділянки суходолу і водного простору, природні комплекси та об'єкти, які мають особливу природоохоронну, наукову, естетичну, рекреаційну та іншу цінність і виділені з метою збереження природної різноманітності ландшафтів, генофонду тваринного і рослинного світу, підтримання загального екологічного балансу та забезпечення фонового моніторингу довкілля.

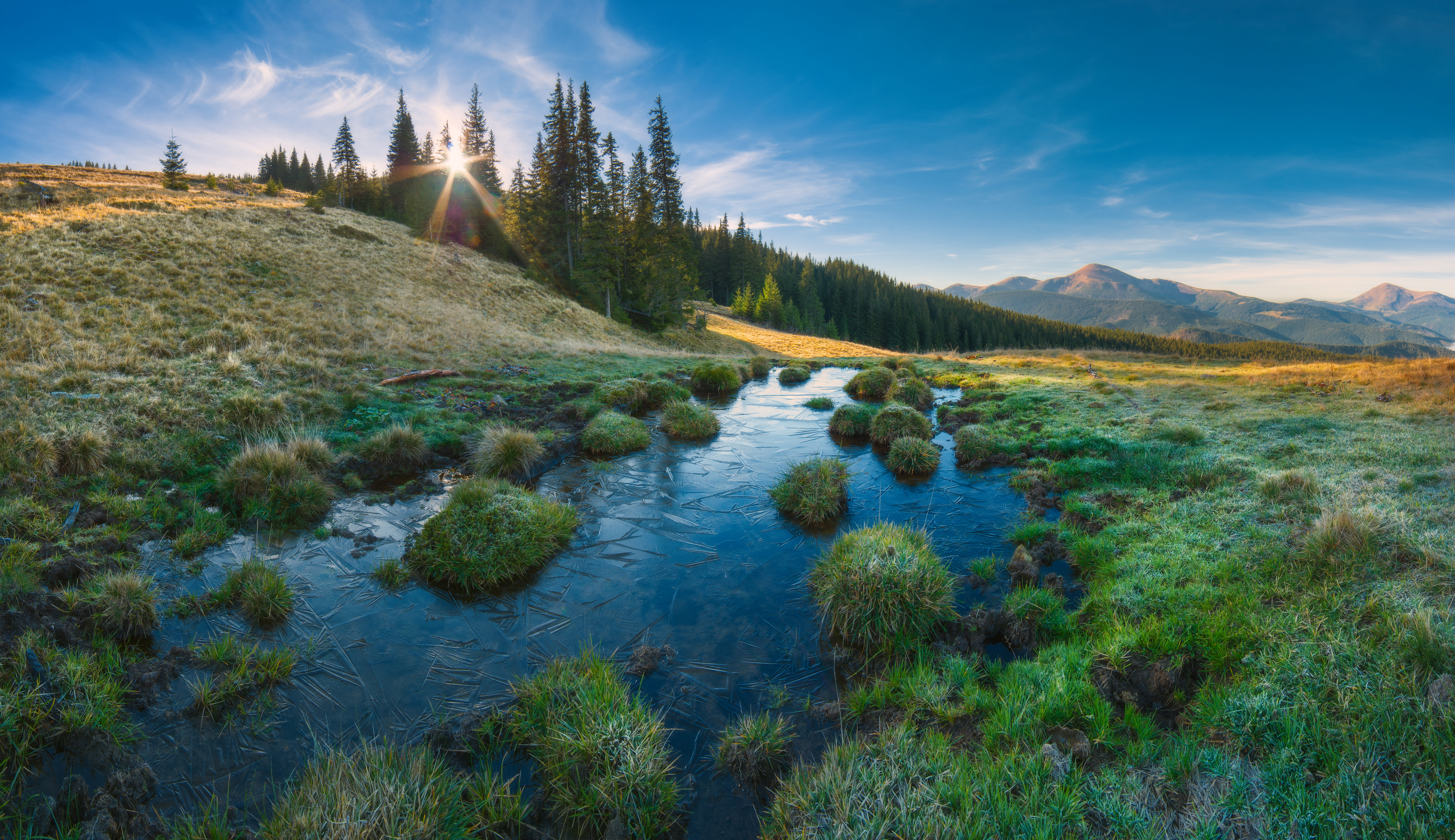
Карпатський біосферний заповідник

Державне управління природно-заповідним фондом України здійснює Міністерство захисту довкілля та природних ресурсів України.

## Функції природоохоронних територій
Основними функціями природоохоронних територій є:
- підтримка чи розширення зони природного існування певних видів;
- підтримка чи покращення поширення, міграції та/або генетичного обміну певних видів;
- відновлення якості ареалів існування;
- захист видів, які знаходяться під загрозою зникнення, вразливих, ключових чи комплексних видів;
- підтримка чи покращення гідрологічних функцій; підтримка чи покращення екологічної якості;
- контроль ерозії;
- захист цінних ландшафтних форм;
- підтримка біоценозу на територіях, забруднених радіацією;
- забезпечення взаємозв'язку із сусідніми транскордонними територіями.

## Класифікація природоохоронних об'єктів в Україні

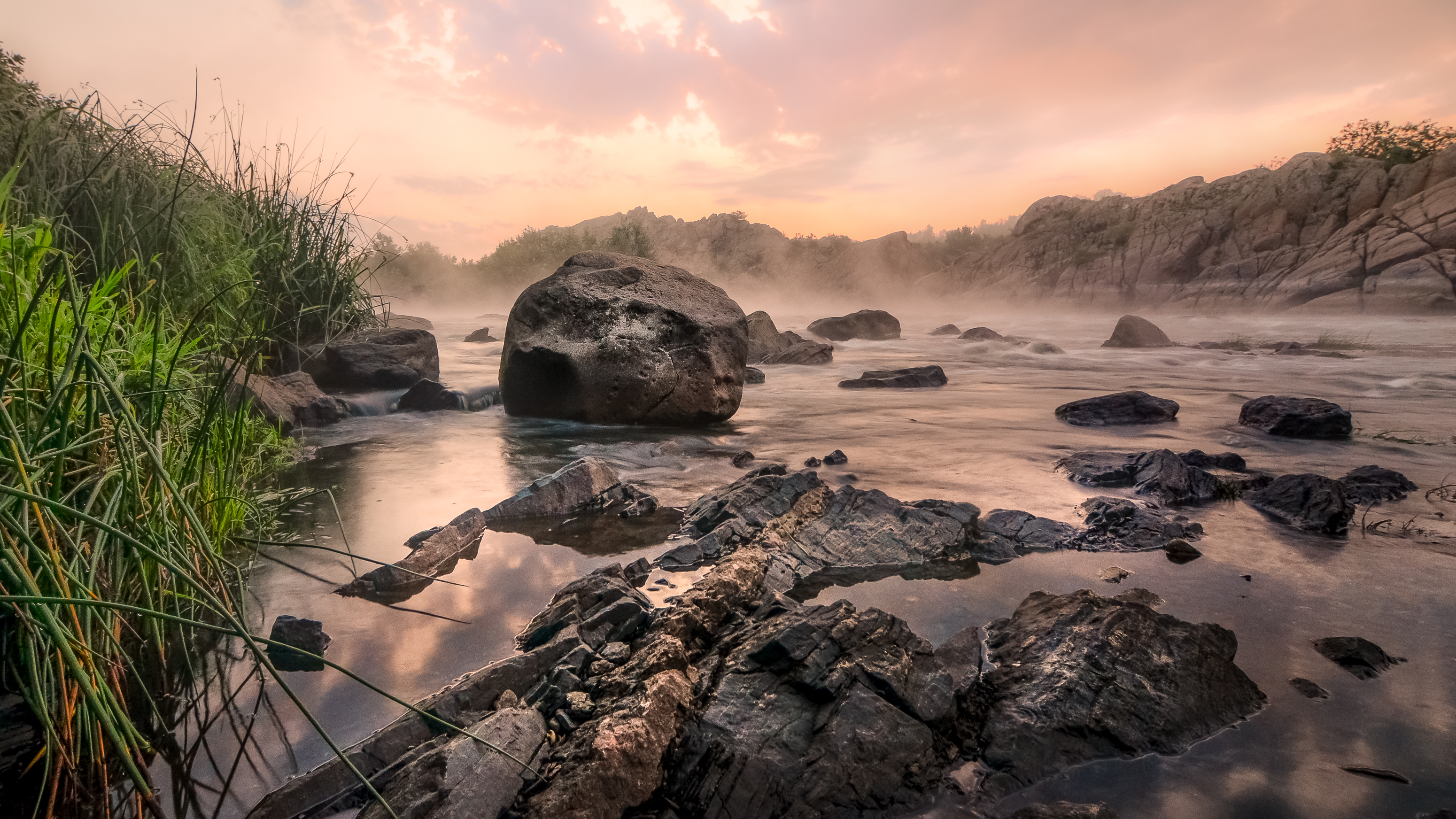
Національний природний парк «Бузький Гард»

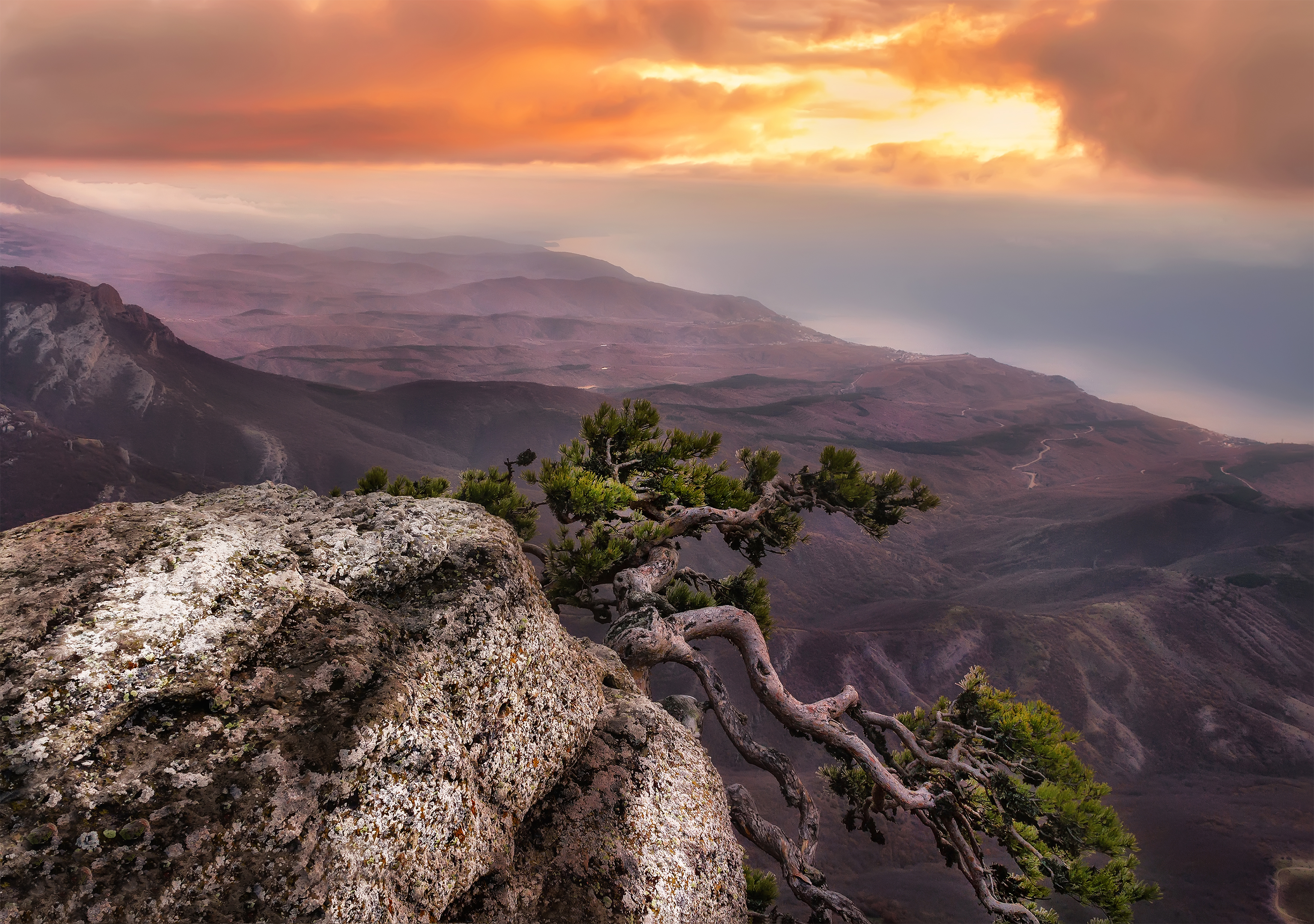
Геологічна пам'ятка природи загальнодержавного значення «Урочище Демерджі»

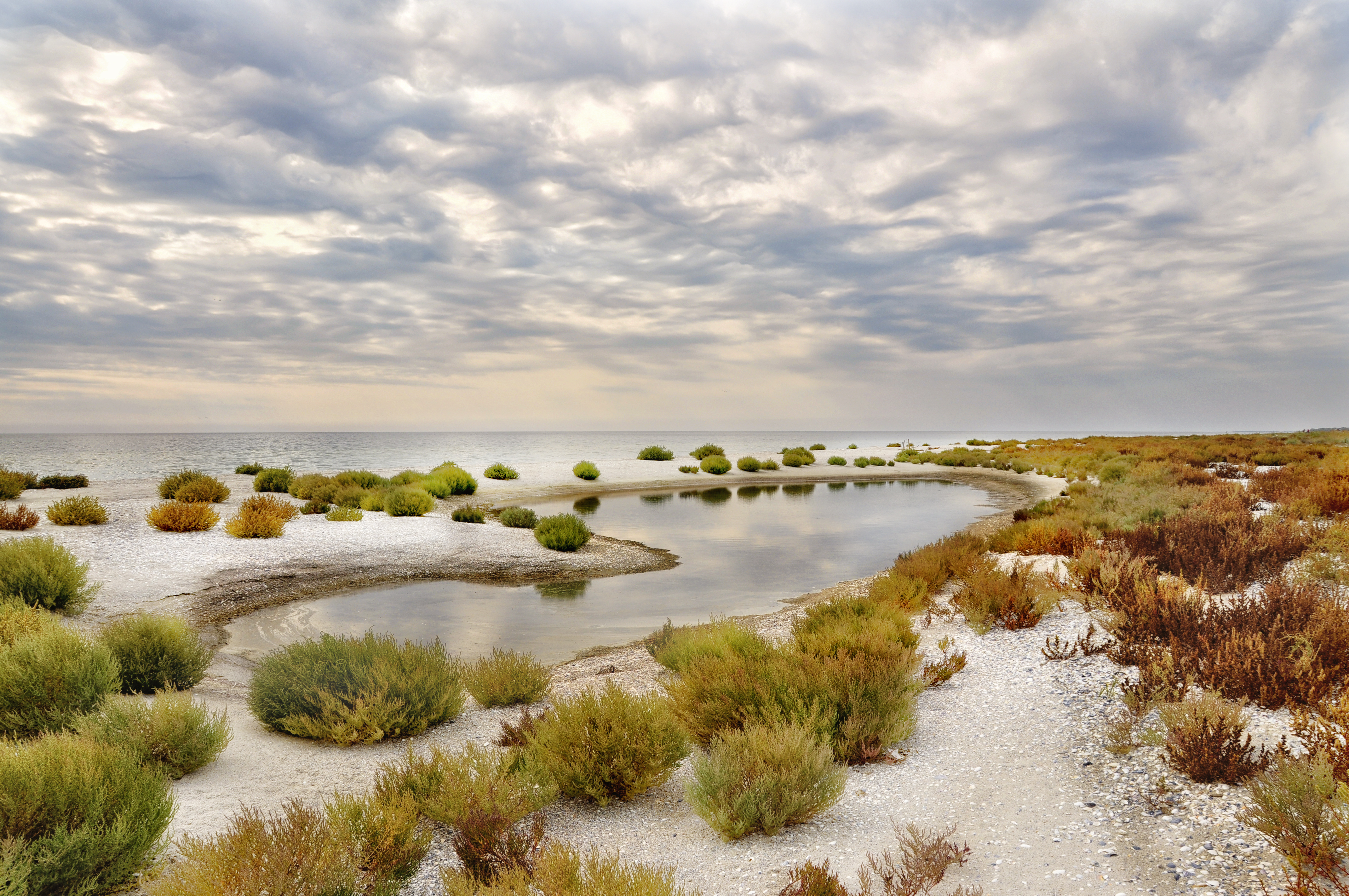
Регіональний ландшафтний парк місцевого значення «Кінбурнська коса»

До природно-заповідного фонду України належать:
1. Природні території та об'єкти:
  1. біосферні заповідники,
  2. природні заповідники,
  3. національні природні парки,
  4. регіональні ландшафтні парки,
  5. заказники,
  6. пам'ятки природи,
  7. заповідні урочища;
2. Штучно створені об'єкти:
  1. ботанічні сади,
  2. дендрологічні парки,
  3. зоологічні парки,
  4. парки-пам'ятки садово-паркового мистецтва.

Заказники, пам'ятки природи, ботанічні сади, дендрологічні парки, зоологічні парки та парки-пам'ятки садово-паркового мистецтва залежно від їх екологічної та наукової, історико-культурної цінності можуть бути загальнодержавного або місцевого значення.
За роки незалежності площа природно-заповідного фонду України зросла більш ніж удвічі. Станом на квітень 2015 року до його складу входять понад 8 тисяч об'єктів загальною площею 3,3 мільйона га, або 6,05 % національної території. Це, зокрема, 19 природних та 4 біосферних заповідники, 49 національних природних парків, 45 регіональних ландшафтних парків, 3078 пам'яток природи, 2729 заказників, 616 ботанічних, зоологічних садів, дендропарків та парків-пам'яток садово-паркового мистецтва, 793 заповідних урочища. Попри це, площа природно-заповідного фонду в Україні є недостатньою і залишаться значно меншою, ніж у більшості країн Європи, де середній відсоток заповідності становить 21 %.

### Перелік об'єктів загальнодержавного значення в Україні
Біосферні заповідники:
- Асканія-Нова
- Дунайський
- Карпатський
- Чорноморський
- Чорнобильський радіаційно-екологічний біосферний заповідник

Природні заповідники:
- Ґорґани
- Дніпровсько-Орільський
- Древлянський
- Єланецький степ
- Казантипський
- Канівський
- Карадазький
- Кримський
- Луганський
- Медобори
- Мис Мартьян
- Михайлівська цілина
- Опуцький
- Поліський
- Розточчя
- Рівненський
- Український степовий
- Черемський
- Ялтинський гірсько-лісовий

- Національні природні парки:

- Азово-Сиваський
- Білобережжя Святослава
- Білоозерський
- Бузький Гард
- Великий Луг
- Верхнє Побужжя
- Верховинський
- Вижницький
- Галицький
- Гетьманський
- Голосіївський
- Гомільшанські ліси
- Гуцульщина
- Дворічанський
- Дермансько-Острозький
- Деснянсько-Старогутський
- Дністровський каньйон
- Джарилгацький
- Залісся
- Зачарований край
- Ічнянський
- Кармелюкове Поділля
- Карпатський
- Кременецькі гори
- Мале Полісся
- Мезинський
- Меотида
- Нижньодністровський
- Нижньосульський
- Олешківські піски
- Пирятинський
- Північне Поділля
- Подільські Товтри · Приазовський
- Прип'ять-Стохід
- Святі Гори
- Синевир
- Синьогора
- Сіверсько-Донецький
- Сколівські Бескиди
- Слобожанський
- Тузловські лимани
- Ужанський
- Хотинський
- Чарівна гавань
- Черемоський
- Шацький
- Яворівський